# 오케레코드
오케레코드는 광복 전후에 존재했던 대한민국의 음반 회사이다.

## 일제 강점기
이철이 일본의 제국축음기상회 경성지부장으로 임명되면서 1933년부터 오케라는 독자적인 이름을 달고 음반을 내기 시작했다. 오케는 영어의 'Okay'를 일본식으로 읽은 것이다. 알파벳으로는 'Okeh'로 표기한다.
제국축음기주식회사와 제휴하였으나 이철이 독자적으로 경영하였기 때문에 한국인이 세운 최초의 음반회사로 평가된다. 이철은 경영을 담당하였고, 매부인 김성흠은 나라현에서 배운 기술을 담당했다.
일제 강점기의 대형 음반 회사로는 오케레코드와 콜럼비아레코드, 빅타레코드, 포리돌레코드, 태평레코드 등 다섯 군데가 있어 태평양 전쟁 말기인 1943년까지 음반을 제작했다. 이 가운데 오케레코드는 5대 음반회사 가운데 가장 늦게 음반을 내기 시작했다. 그러나 음반 발매 종수에서 콜럼비아레코드에 이어 2위를 차지하였고, 대중가요 부문에서 활발한 활동으로 인기 가수와 노래를 가장 많이 배출했다.
고복수, 손목인, 이난영, 김정구, 남인수, 이화자, 장세정, 이인권, 조명암, 박향림 등이 오케레코드에서 활동하였다. 1935년 발표된 이난영의 〈목포의 눈물〉이 신드롬을 일으킬 정도로 크게 흥행하는 등 인기곡도 쏟아져 나왔다.
일제 강점기 말기에 이철은 오케레코드 소속 가수들로 구성된 공연단의 순회 공연에 주력하였고, 전쟁 지원을 위한 군국주의 음악이 오케를 통해 발매되기도 하였다. 1944년 이철이 사망하고 이듬해 태평양 전쟁 종전과 함께 일본 본사가 철수하여 오케레코드는 문을 닫았다.

## 대한민국
오케레코드는 한국 음반산업의 전설적 존재였기에 1948년에 같은 이름의 음반회사가 재설립되었다. 새로 설립된 오케레코드는 이전의 이철이 운영하던 오케레코드와 이름도 같고 음반상표도 유사하나, 실질적으로는 다른 회사이다. 이전의 오케레코드에서 핵심 가수와 작곡가, 작사가로 활동했던 이난영, 장세정, 조명암, 김해송 등이 참여했다.
부활한 오케레코드는 1948년 5월에 《울어라 은방울》과 《세월은 간다》를 발매하였다. 인기곡으로는 송민도의 〈고향초〉, 박재홍과 옥두옥의 듀엣곡인 〈눈물의 오리정〉, 남인수의 〈몽고의 밤〉 등이 있었고, 특히 조명암과 김해송 콤비가 만들고 장세정이 노래한 〈울어라 은방울〉은 오래 기억되는 명곡이다. 그러나 기록이 제대로 남아 있지 않아 정확한 발매 규모는 파악되지 않고 있다.
한국 전쟁 이후에도 오케레코드라는 이름을 달고 음반이 발매되었다. 《서울부기》, 《서울의 거리》, 《청춘 하이킹》, 《자유부인》 등이 있다. 그러나 《서울부기》를 낸 오케레코드가 한국 전쟁 전인 1948년에 《울어라 은방울》을 발매한 오케레코드와 정확히 같은 곳인지는 밝혀지지 않았으며, 해체된 시기도 알 수 없다.

## 참고자료
- 이동순 (2003년 7월). “[발굴비화] 日帝시대「조국의 노래」를 지켜 냈던 이철의 삶과 예술 그리고 조국”. 《월간조선》. |제목=에 지움 문자가 있음(위치 1) (도움말)
- 이준희. “광복 이후 유성기음반제작사 열전 (2) - 오케레코드”. 가요114. 2007년 4월 21일에 원본 문서에서 보존된 문서. 2008년 7월 9일에 확인함.